# Perelegamyces parviechinulatus
Perelegamyces parviechinulatus är en svampart som beskrevs av W.B. Kendr. & R.F. Castañeda 1990. Perelegamyces parviechinulatus ingår i släktet Perelegamyces, divisionen sporsäcksvampar och riket svampar.   Inga underarter finns listade i Catalogue of Life.